# Chamber Orchestra (Rondò Veneziano)
Chamber Orchestra è il ventisettesimo l'ultimo album in studio dei Rondò Veneziano pubblicato nel 2009 dalla Cleo Music AG. 

## Descrizione
Mai ufficialmente reso disponibile per la vendita nei negozi, l'album è attualmente in vendita solo ai concerti del gruppo.
La fotografia in copertina è di Peter Hofstetter, artwork e il logo del gruppo sono di Enrico Sitelli.

### Formazione
- Gian Piero Reverberi - direttore d'orchestra, pianoforte

### Registrazione
- Maccaja di Genova
- Franco Fochesato - mastering

## Tracce
1. Odissea veneziana (Gian Piero Reverberi e Dario Farina) - 4'11
2. Sinfonia per un addio (Gian Piero Reverberi e Laura Giordano) - 5'26
3. Alba sul mare (Gian Piero Reverberi e Ivano Pavesi) - 3'37
4. Colombina (Gian Piero Reverberi e Laura Giordano) - 3'11
5. Attimi di magia (Gian Piero Reverberi e Ivano Pavesi) - 2'32
6. Pulcinella (Gian Piero Reverberi e Laura Giordano) - 4'59
7. Carrousel (Gian Piero Reverberi e Ivano Pavesi) - 3'09
8. Andante veneziano (Gian Piero Reverberi e Laura Giordano) - 2'48
9. Rondò veneziano (Gian Piero Reverberi e Laura Giordano) - 3'05
10. Tema veneziano  (Gian Piero Reverberi e Ivano Pavesi) - 2'34
11. Gentil tenzone (Gian Piero Reverberi e Ivano Pavesi) - 3'31
12. Caro Babbo Natale (Gian Piero Reverberi e Ivano Pavesi) - 2'31
13. San Marco (Gian Piero Reverberi e Laura Giordano) - 3'30
14. Arazzi (Gian Piero Reverberi e Laura Giordano) - 3'46
15. I preparativi (Gian Piero Reverberi e Ivano Pavesi) - 2'59
16. Il progetto: il viaggio (Gian Piero Reverberi e Ivano Pavesi) - 3'39
17. Perle d'oriente (Gian Piero Reverberi e Laura Giordano) - 2'48
18. Splendore di Venezia  (Gian Piero Reverberi e Ivano Pavesi) - 3'02